# Lepnica zwisła
Lepnica zwisła (Silene nutans L.) – gatunek rośliny z rodziny goździkowatych. Występuje w całej Europie. W Polsce na całym obszarze.

## Morfologia

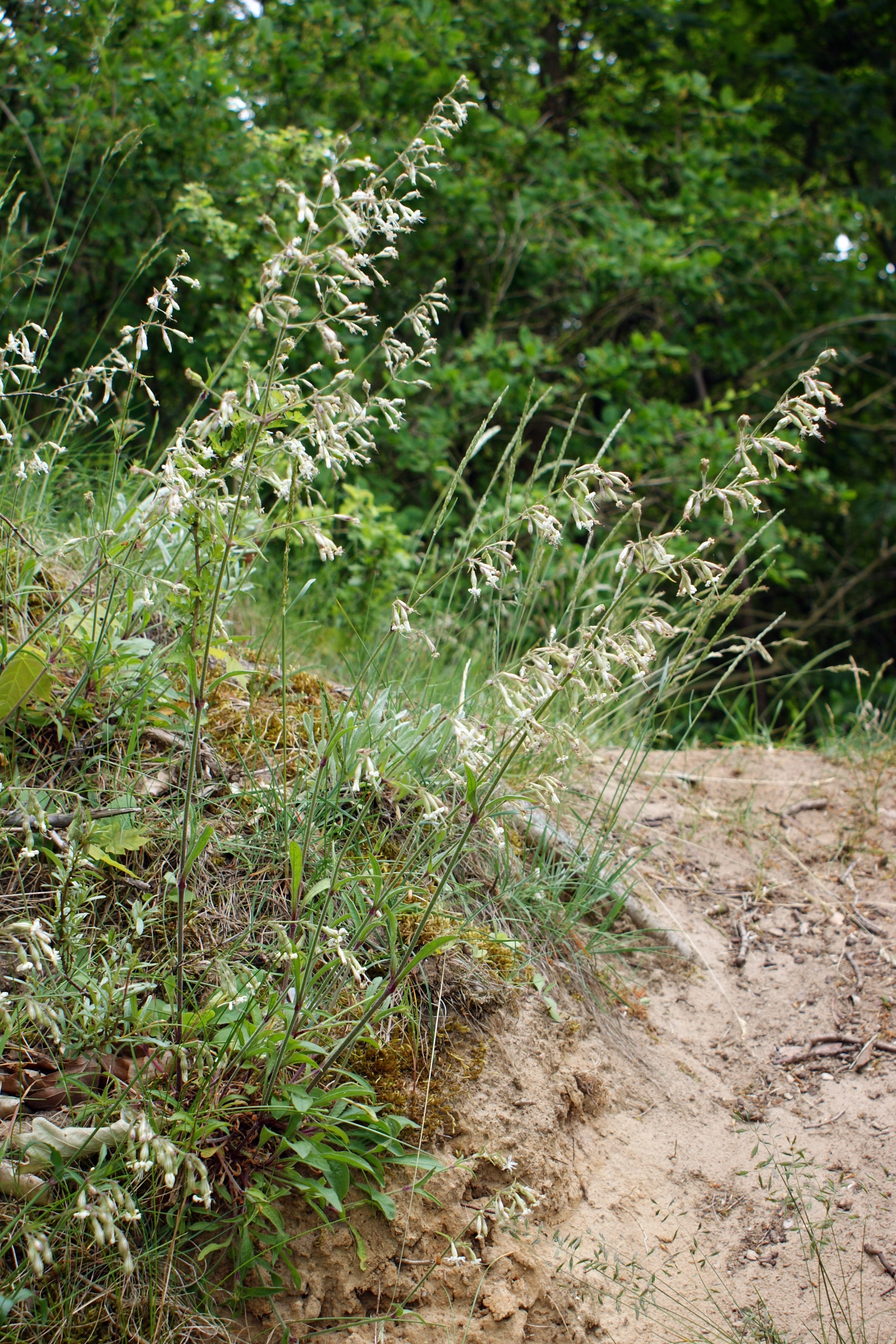
Pokrój

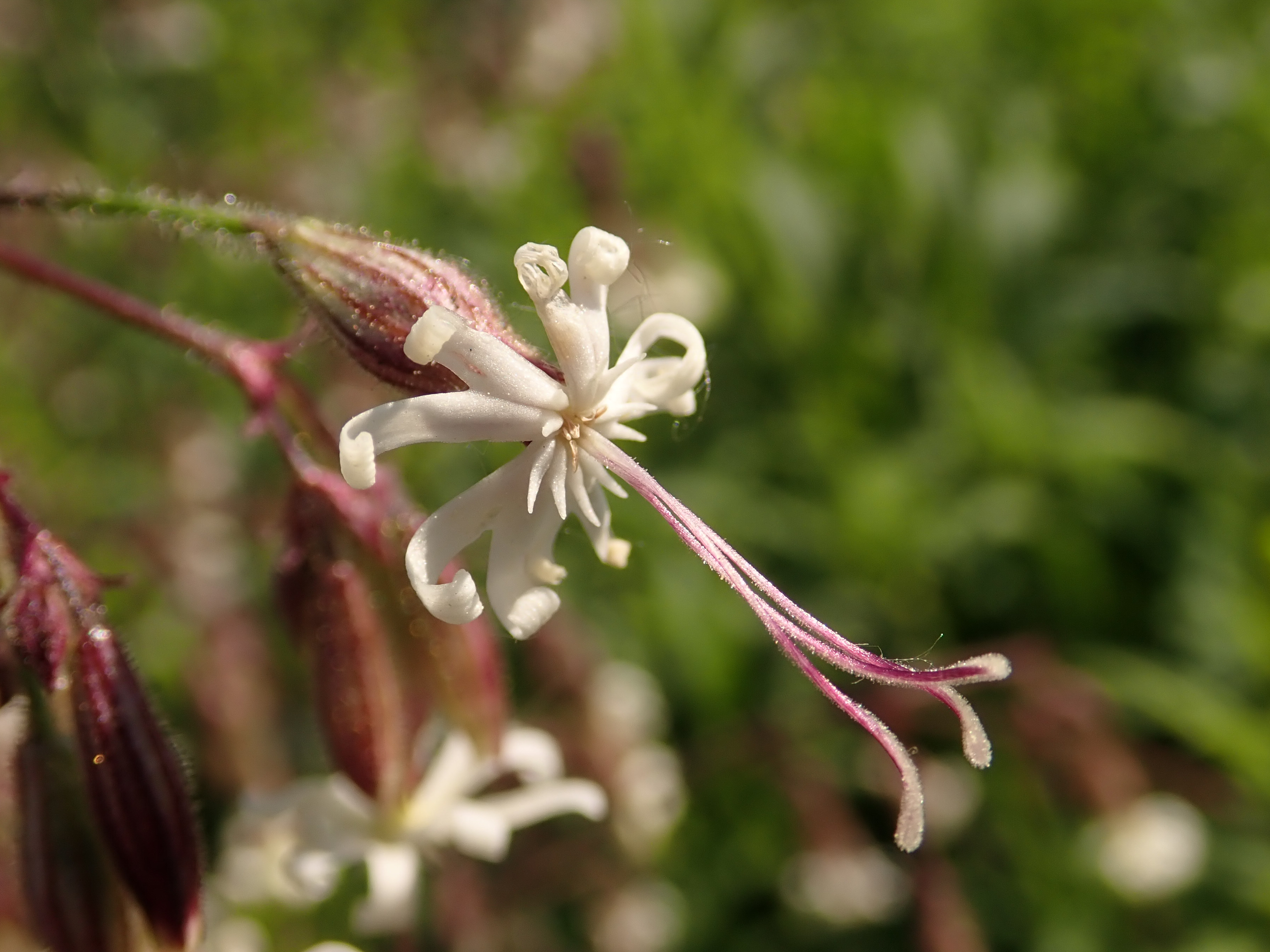
Kwiat

PokrójRoślina wieloletnia, wzniesiona o wysokości 30 – 60 cm.
ŁodygaWzniesiona, nierozgałęziona, przeważnie owłosiona.
LiścieOdziomkowe na długich ogonkach, łopatkowe, liście łodygowe lancetowate.
KwiatyZwisające białe lub różowe, zgrupowane w jednostronną wiechę, otwierające się w nocy lub wieczorem.

## Biologia i ekologia
Bylina, hemikryptofit. W Polsce kwitnie od czerwca do sierpnia. Kwiaty zapylane są przez motyle nocne. Rośnie na ubogich murawach, widnych pagórkach i w widnych lasach, zwłaszcza dębowych. Preferuje miejsca słoneczne.

## Zagrożenia i ochrona
Podgatunek ssp. glabra umieszczony został na polskiej czerwonej liście w kategorii NT (bliski zagrożenia).